# دانشگاه وین
دانشگاه وین (آلمانی: Universität Wien) یک دانشگاه تحقیقاتی دولتی است که در وین، اتریش قرار دارد. این دانشگاه که در سال ۱۳۶۵ بنیان‌گذاری شد، قدیمی‌ترین دانشگاه در جهان آلمانی‌زبان و از بزرگ‌ترین مؤسسات آموزش عالی در اروپا به‌شمار می‌رود. دانشگاه وین با ۱۷ برندهٔ جایزهٔ نوبل ارتباط دارد و محل فعالیت شماری از اندیشمندان برجسته و چهره‌های علمی و تاریخی همچون زیگموند فروید، اروین شرودینگر، گرگور مندل، کارل پوپر، لودویگ فون میزس، فریدریش هایک، اشتفان تسوایگ، گوستاو مالر و دیگران بوده‌است.

## تاریخچه دانشگاه

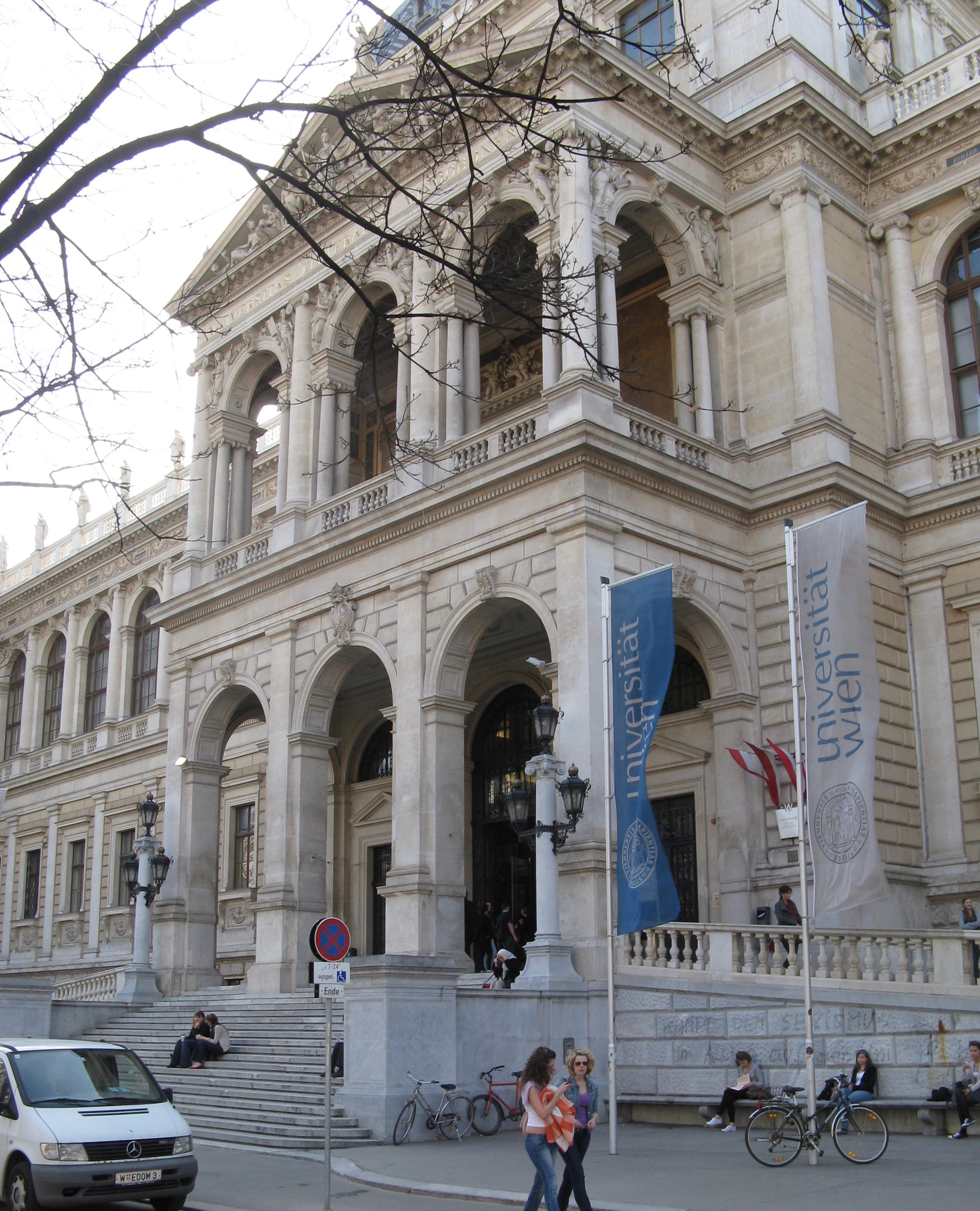
دانشگاه وین

دانشگاه وین یکی از قدیمی‌ترین دانشگاههای اروپایی است که در سال ۱۳۶۵ میلادی در کشور اتریش تأسیس شد.

### استادان
برخی از استادان دانشگاه وین که موفق به دریافت جایزهٔ نوبل شدند، شامل افرادی همچون رابرت بارانی، یولیوس واگنر-یاورگ، هانس فیشر، کارل لندستینر، آروین شرودینگر، ویکتور فرانتس هس، اتو لوی، کنراد لورنتس و فریدریش آوگوست فون هایک.
از دیگر اسایتد برجسته این دانشگاه می‌توان به ارنست ماخ، بولتسمان، برنارد کپلر و ولفگانگ کاوتک اشاره کرد.

## ساختار دانشگاه
دانشگاه وین، مانند همه دانشگاه‌ها و آکادمی‌ها در اتریش، یک ویژگی از سیستم دموکراتیک را در دانشگاه ارائه می‌دهد. قدرت در دانشگاه به‌طور مساوی بین سه گروه: دانشجویان (بزرگترین گروه)، استادان جوان و استاد تمام‌ها تقسیم می‌شود. تمام گروه‌ها حق فرستادن نماینده به هیئت مدیره خواهند داشت، و تقریباً در هر اموری حق رای دارند.

### برنامه‌ها
دانشجویان می‌توانند ۱۸۱ برنامه را در مقاطع مختلف که عبارتند از :۵۵ برنامه کارشناسی، ۱۱۰ برنامه کارشناسی ارشد ۱۳ برنامه دکترا و ۳ گواهی نامه تحصیلی می‌باشد انتخاب کنند. این دانشگاه تعدادی از برنامه‌های کارشناسی ارشد را به زبان انگلیسی ارائه می‌دهد، که عبارتند از:
- اقتصاد خرد، مدیریت و امور مالی
- علوم محیطی
- زبان انگلیسی و زبان‌شناسی
- فرهنگ و ادبیات انگلیسی
- اقتصاد و جامعه آسیای شرقی
- اقتصاد
- گیاه‌شناسی
- اکولوژی و اکوسیستم
- میکروبیولوژی مولکولی، زیست‌شناسی میکروبی و ایمونولوژی
- ریاضیات

### دانشکده‌ها و مراکز
- دانشکده الهیات کاتولیک
- دانشکده الهیات پروتستان
- دانشکده حقوق
- دانشکده تجارت، اقتصاد و آمار
- دانشکده علوم رایانه
- دانشکده مطالعات تاریخی و فرهنگی
- دانشکده مطالعات فلسفی و فرهنگی
- دانشکده فلسفه و آموزش
- دانشکده روانشناسی
- دانشکده علوم اجتماعی
- دانشکده ریاضیات
- دانشکده فیزیک
- دانشکده شیمی
- دانشکده علوم زمین، جغرافیا و نجوم
- دانشکده علوم زیستی
- مرکز مطالعات ترجمه
- مرکز علوم ورزشی و ورزش دانشگاه
- مرکز زیست‌شناسی مولکولی
- مرکز آموزش معلم

## رتبه‌بندی
براساس رتبه‌بندی دانشگاه‌های جهان که توسط مؤسسه QS در سال ۲۰۱۹ صورت گرفته‌است این دانشگاه در رتبه ۱۷۵ برترین دانشگاه‌های دنیا و اول اتریش قرار گرفته‌است. براساس رتبه‌بندی مؤسسه عالی تایمز دانشگاه وین در رده ۱۴۳ دنیا قرار و اول اتریش قرار دارد.

## نگارخانه

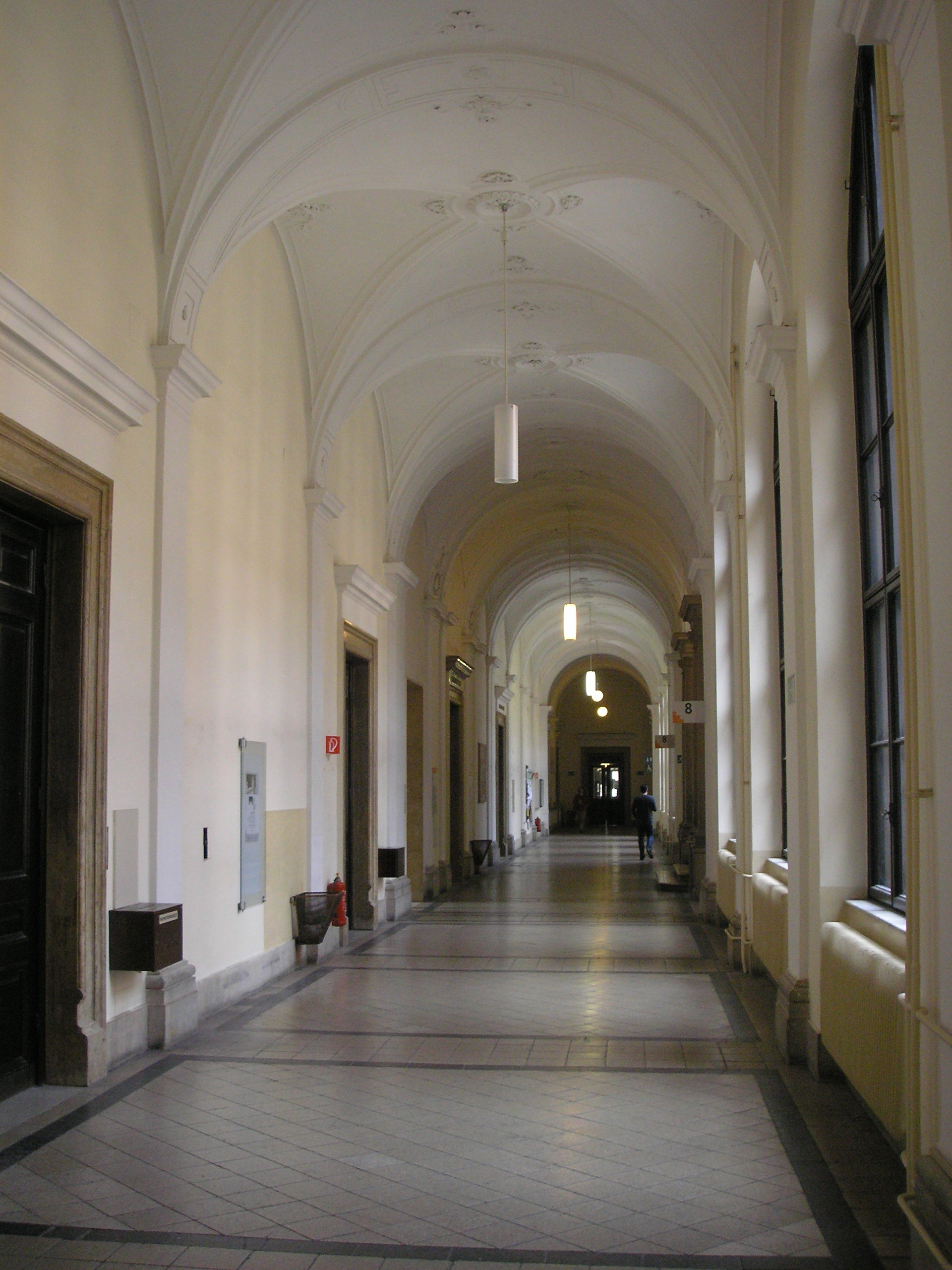
راهرویی در دانشگاه وین
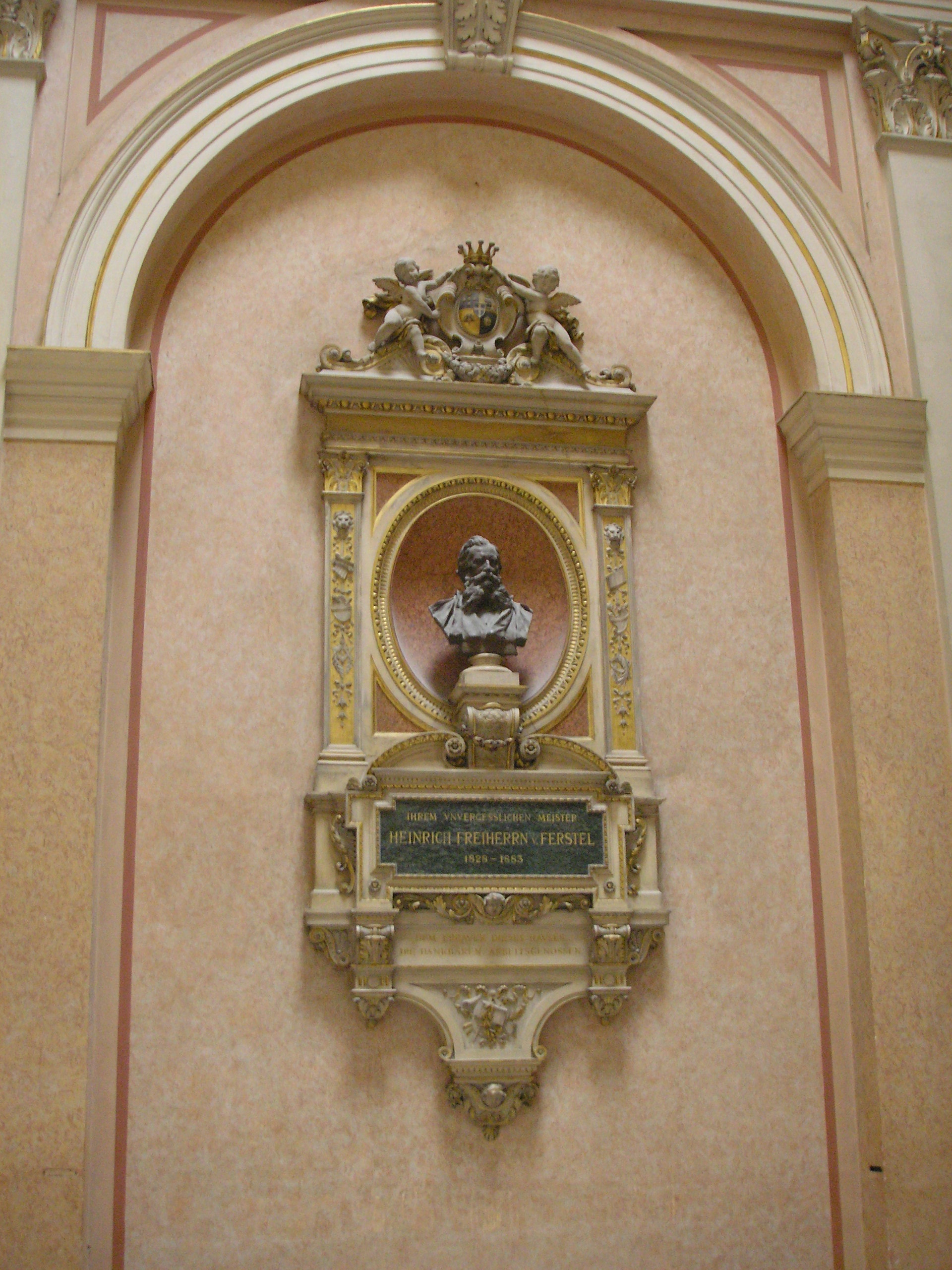
نیم تنه Heinrich Ferstel, سازنده ساختمان اصلی
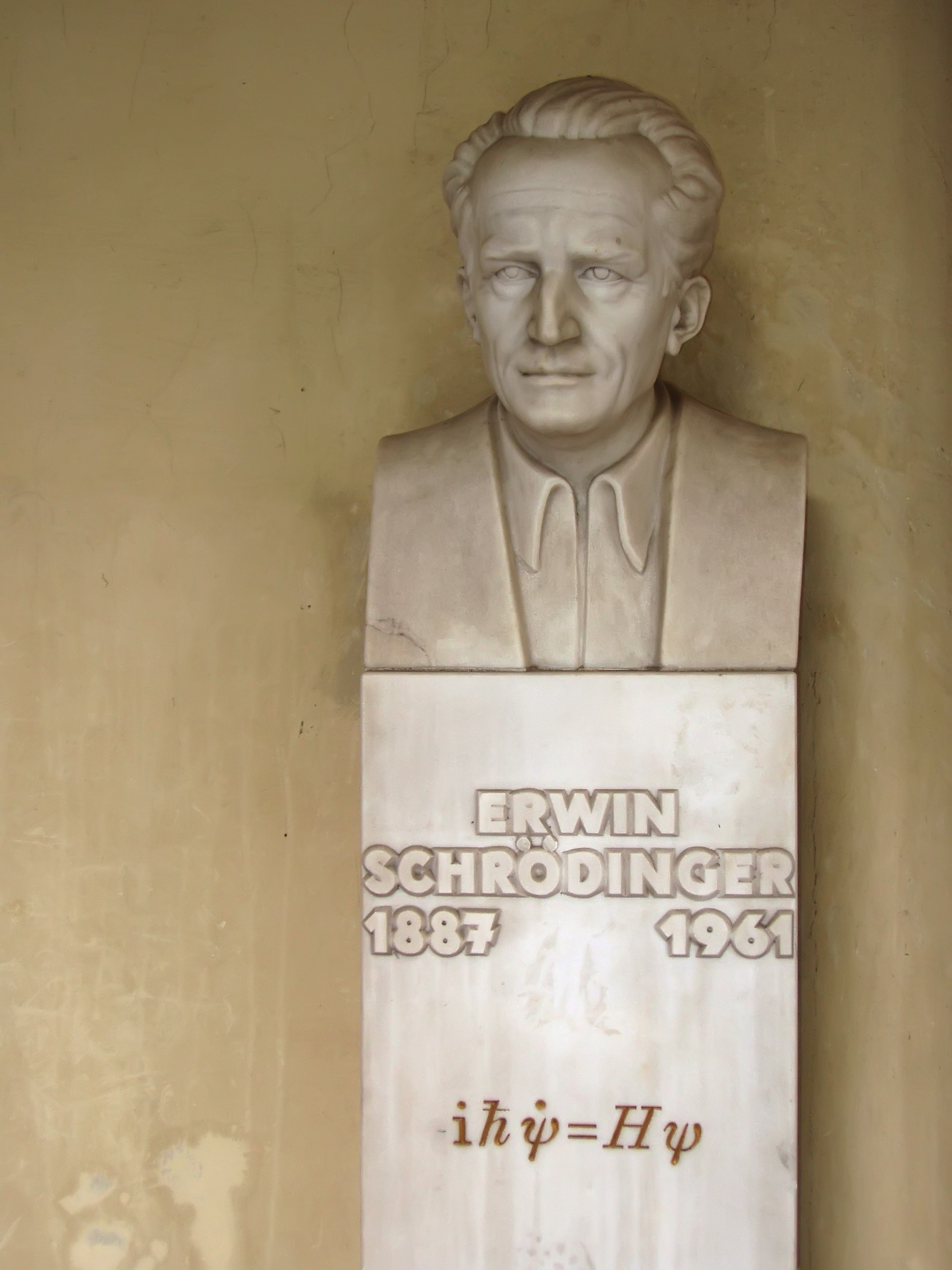
نیم تنه اروین شرودینگر in the courtyard arcade
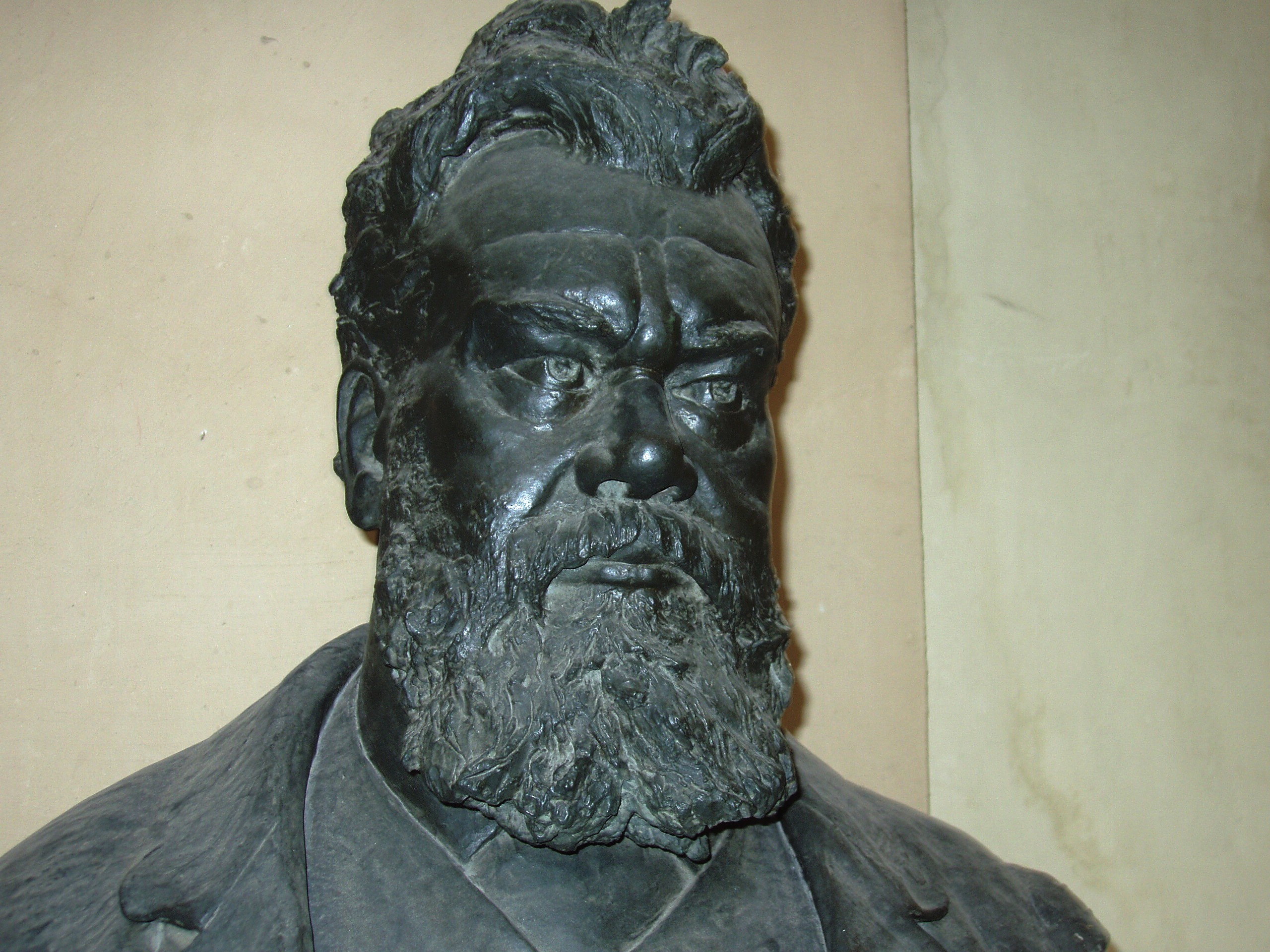
نیم تنه لودویگ بولتزمان in the courtyard arcade
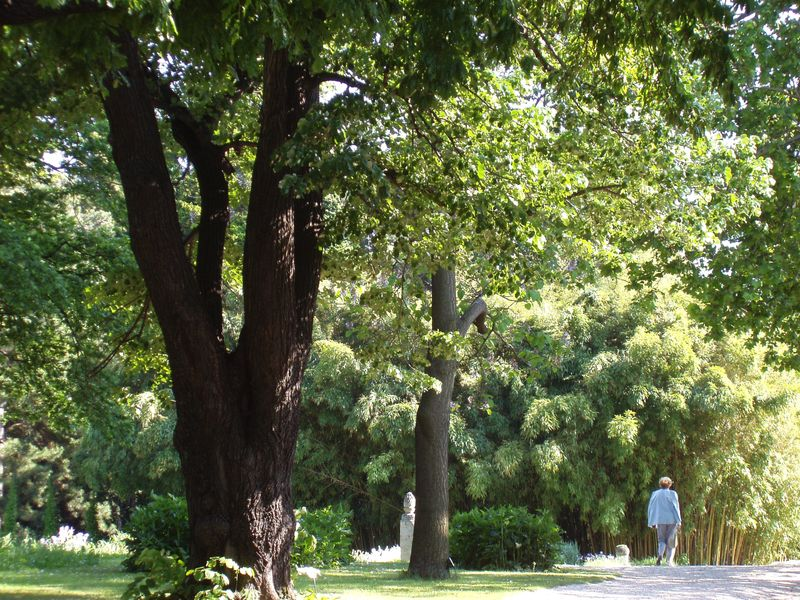
Botanical Garden of the University of Vienna
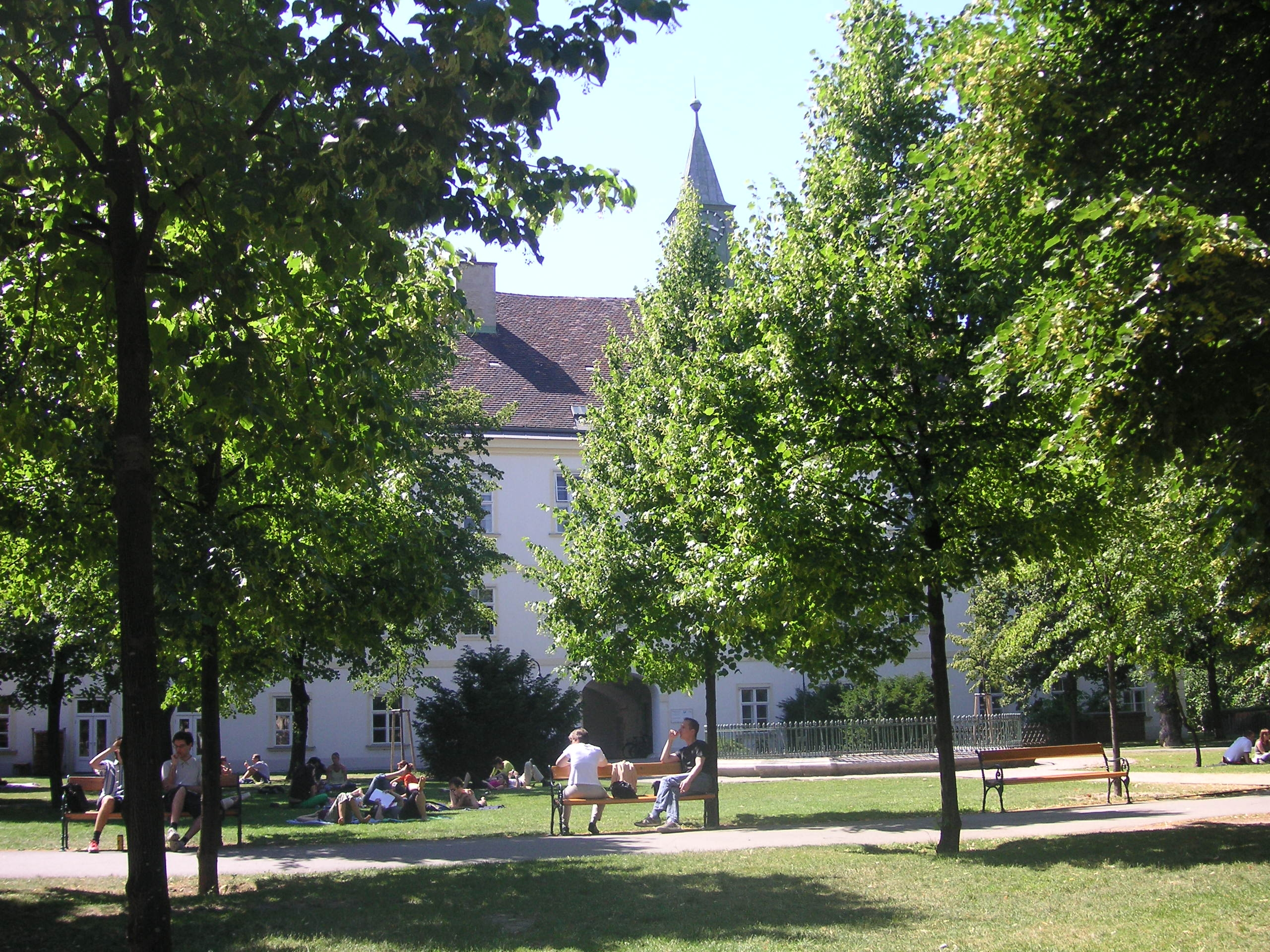
پردیس دانشگاه وین
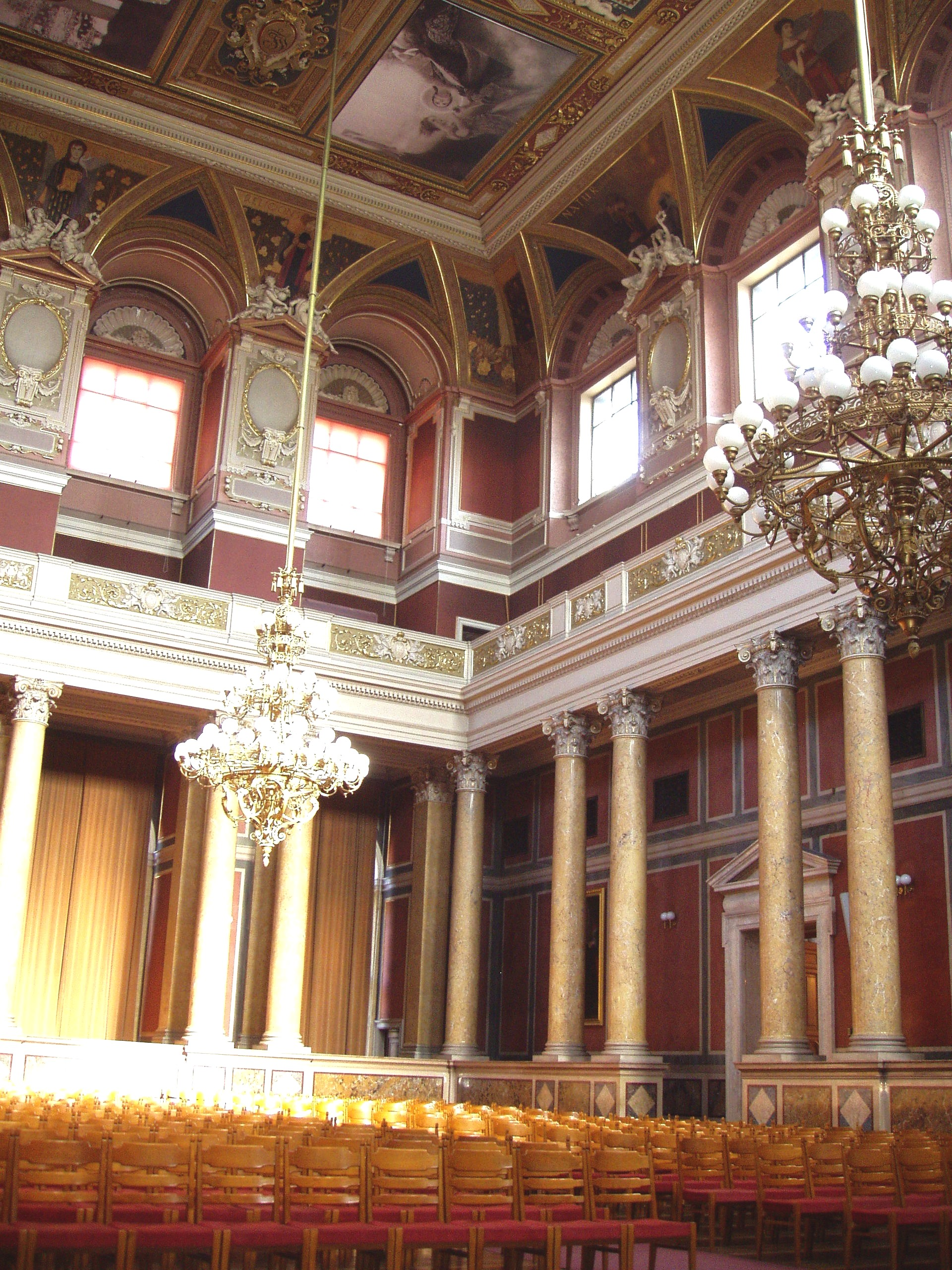
Main Ceremonial Chamber (Festsaal) در ساختمان اصلی